# 布赫基兴
布赫基兴是奥地利上奥地利州韦尔斯兰县的一个市镇。总面积32平方公里，总人口3659人，人口密度114.3人/平方公里（2005年）。